# Streifenhörnchen
Die Streifenhörnchen, Backenhörnchen oder Chipmunks (Tamias) sind eine Gattung der Hörnchen (Sciuridae) innerhalb der Nagetiere. Sie enthält 25 Arten, die meisten sind in Nordamerika heimisch. Nur eine Art lebt in Eurasien, das Asiatische Streifenhörnchen, meist Burunduk (Tamias sibiricus) genannt.

## Merkmale

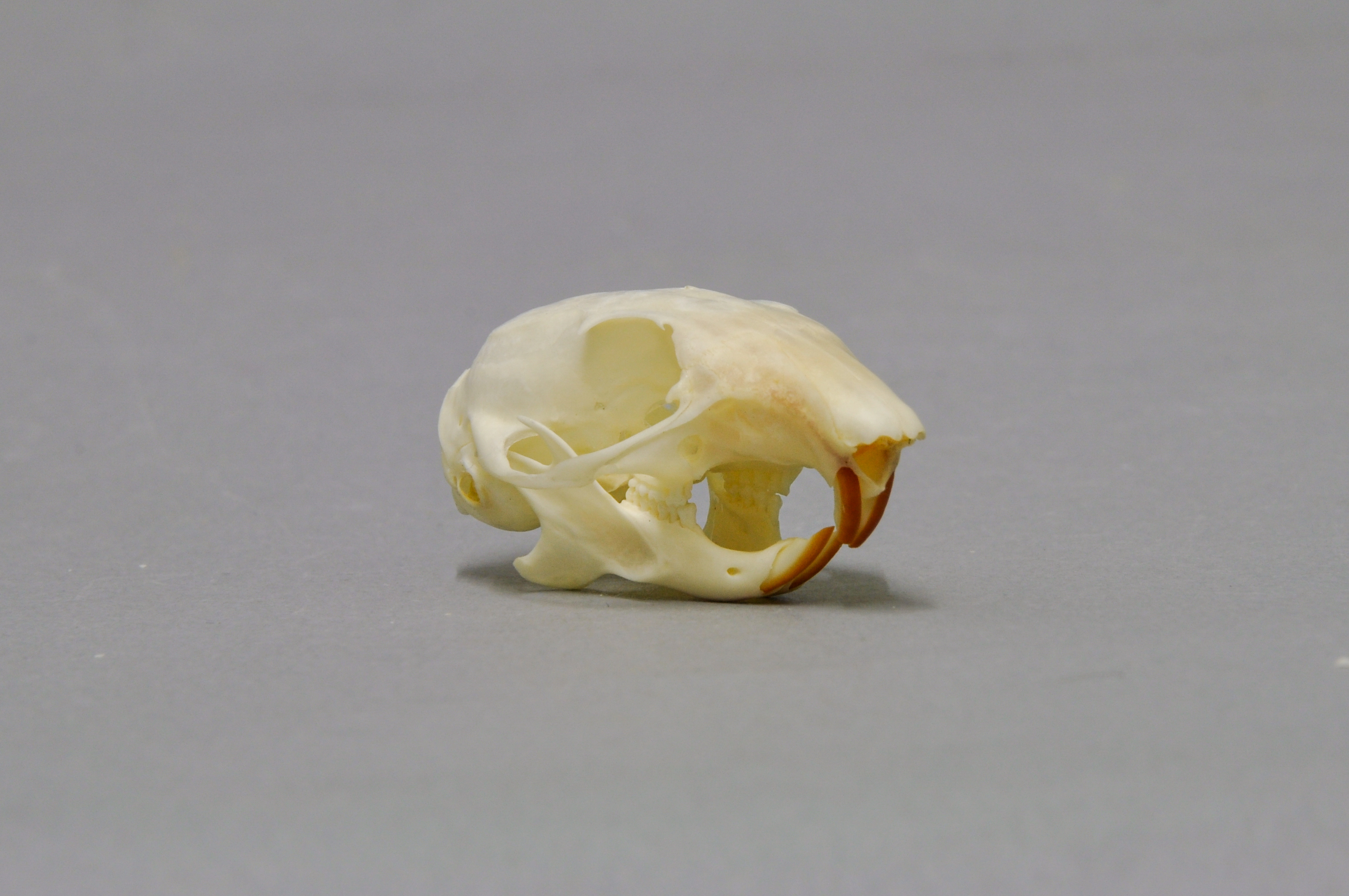
Schädel eines Townsend-Chipmunk (Sammlung Museum Wiesbaden)

Je nach Art wiegen sie 30 bis 120 g, bei einer Kopfrumpflänge von 5 bis 15 cm und einer Schwanzlänge von 7 bis 12 cm. Kennzeichnend für alle Arten ist die Streifung: Auf einem graubraunen bis rotbraunen Grund ziehen sich fünf schwarze Längsstreifen über den Rücken, unterbrochen von weißen oder grauen Zwischenstreifen. Da dies bei allen Streifenhörnchen gleich ist, ist die Streifung kein geeignetes Merkmal zur Artbestimmung.

## Verbreitung und Lebensraum
Die Gattung ist über ganz Nordamerika vom Polarkreis bis Zentral-Mexiko verbreitet. Dabei lebt das Streifen-Backenhörnchen in der Osthälfte Nordamerikas, während sich die 23 Arten der Untergattung Neotamias die Westhälfte teilen. Der Burunduk bewohnt Eurasien von Nordeuropa bis nach Korea und Nordchina sowie die japanische Insel Hokkaidō. Aus Zuchten entlaufene Burunduks sind außerdem in Teilen Mitteleuropas heimisch geworden.
Die Streifenhörnchen leben hauptsächlich in Wäldern. So ist das Streifen-Backenhörnchen unter anderem ein Bewohner der Laubwälder Neuenglands, der Burunduk ein Tier der Taiga, und der Kleine Chipmunk lebt in den subarktischen Nadelwäldern Kanadas. Einige Arten haben sich auch auf baumlose Lebensräume spezialisiert, die aber viel Strauchwerk enthalten müssen.

## Lebensweise

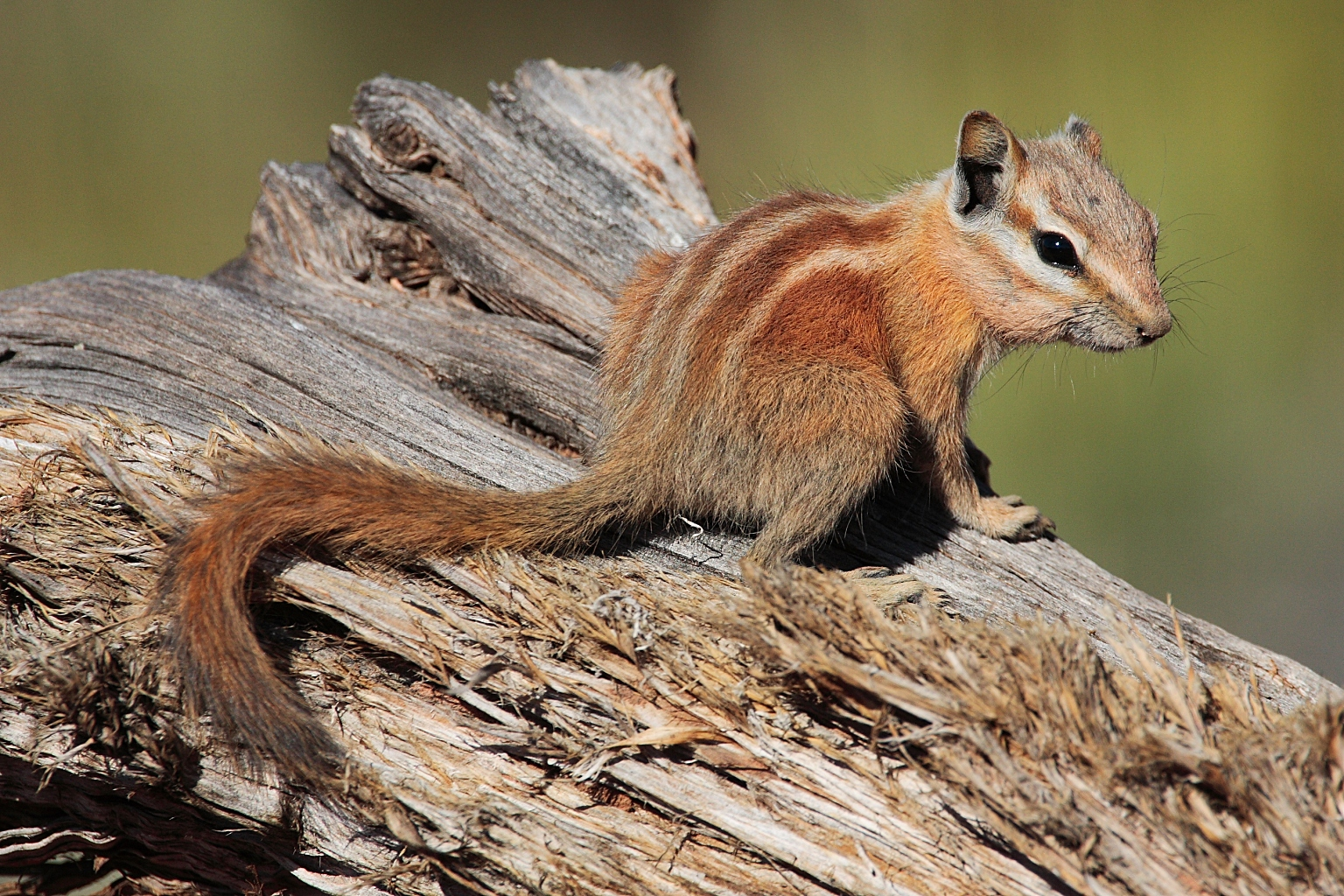
Hopi-Chipmunk (Tamias rufus)

Streifenhörnchen bauen ausgedehnte Tunnelsysteme, die mehr als 3,50 m lang sein können und versteckte Eingänge haben. Die Schlafbereiche werden extrem sauber gehalten, während Schalen und Exkremente in den Abfalltunneln gelagert werden.
Streifenhörnchen können zwar klettern, bleiben aber die meiste Zeit am Boden. Sie sind tagaktiv. Die nördlichen Arten sammeln Nahrungsvorräte für den Winter, die sie in ihren Bauen lagern. Weiter halten sie eine Winterruhe, die sie bei mildem Wetter öfter unterbrechen.
Obwohl sie häufig beim Sammeln von Nüssen dargestellt werden, fressen sie auch andere Nahrung wie Samen, Früchte und Insekten.
Als Einzelgänger verteidigen Streifenhörnchen den Bereich um ihren Bau gegen eindringende Artgenossen. Nur zur Paarung finden sich Männchen und Weibchen kurz zusammen. Nach einer Tragzeit von dreißig Tagen kommen vier bis fünf Junge zur Welt. Noch im ersten Lebensjahr werden sie geschlechtsreif. Während Streifenhörnchen in der Wildnis meistens nicht älter als drei Jahre werden, können sie in Gefangenschaft bis zu zehn Jahre alt werden.

## Systematik

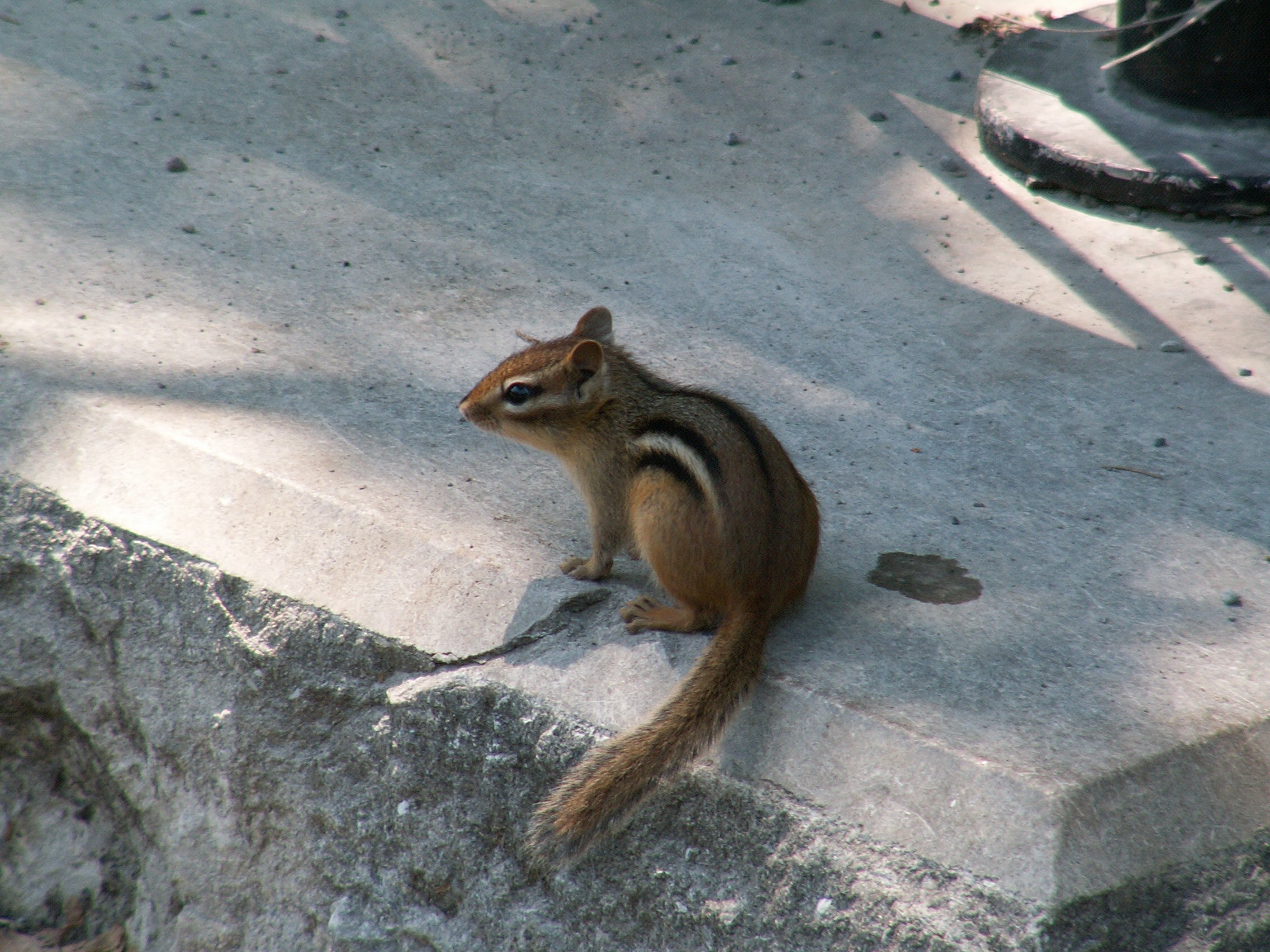
Streifen-Backenhörnchen (Tamias striatus) in Montréal

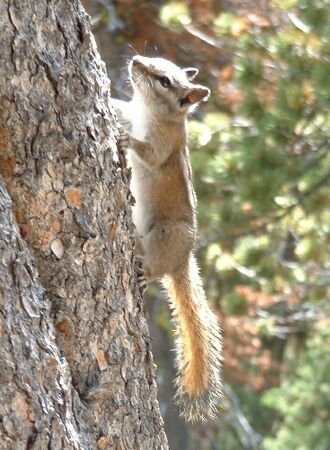
Kleiner Chipmunk (Tamias minimus), im Yellowstone National Park

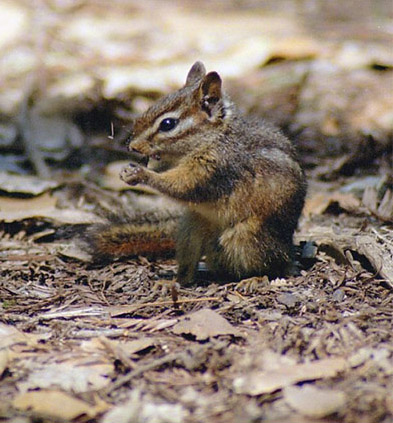
Kleiner Chipmunk (Tamias minimus)

Die Erstbeschreibung des Streifen-Backenhörnchens als erster Art der Streifenhörnchen erfolgte durch Carl von Linné bereits 1758 in seiner Systema naturae. 1811 beschrieb der deutsche Zoologe Johann Karl Wilhelm Illiger die Streifenhörnchen als eigene Gattung Tamias und damit als dritte Gattung der Hörnchen neben den Eichhörnchen (Sciurus) und den von Georges Cuvier beschriebenen Gleithörnchen (Pteromys).
Früher bildeten die Streifenhörnchen innerhalb Unterfamilie Erdhörnchen (Xerinae) eine eigene Tribus Tamiini, jüngere Systematiken ordnen sie hingegen gemeinsam mit den Murmeltieren, Ziesel und anderen Gattungen in die Tribus der Echten Erdhörnchen (Marmotini) ein. Die Gattung Tamias wird oft in drei Untergattungen aufgeteilt, wobei zwei nur aus jeweils einer Art bestehen. Diese Untergattungen werden auch als eigenständige Gattungen diskutiert.
- Untergattung Tamias
  - Streifen-Backenhörnchen (Tamias striatus), östliches Nordamerika
- Untergattung Eutamias
  - Burunduk (Tamias sibiricus), Nordeuropa, Sibirien, Mongolei, nördl. China, Korea, Hokkaidō
- Untergattung Neotamias
  - Gebirgsstreifenhörnchen (Tamias alpinus), Sierra Nevada
  - Gelbes Fichtenstreifenhörnchen (Tamias amoenus), British Columbia, nordwestliche USA
  - Buller-Streifenhörnchen (Tamias bulleri), Durango, Zacatecas, Jalisco
  - Graufuß-Streifenhörnchen (Tamias canipes), New Mexico
  - Grauhals-Streifenhörnchen (Tamias cinereicollis), Arizona, New Mexico
  - Felsenstreifenhörnchen (Tamias dorsalis), zentrale westliche USA, nordwestl. Mexiko
  - Durango-Streifenhörnchen (Tamias durangae), Durango, Chihuahua, Coahuila
  - Merriam-Streifenhörnchen (Tamias merriami), südliches Kalifornien
  - Kleines Streifenhörnchen (Tamias minimus), westliches und zentrales Kanada, westliche USA
  - Kalifornisches Streifenhörnchen (Tamias obscurus), südliches Kalifornien, Baja California
  - Gelbwangen-Streifenhörnchen (Tamias ochrogenys), nordkalifornische Küstenregion
  - Palmer-Streifenhörnchen (Tamias palmeri), südliches Nevada
  - Panamint-Streifenhörnchen (Tamias panamintinus), südöstl. Kalifornien, westl. Nevada
  - Langohr-Streifenhörnchen (Tamias quadrimaculatus), Sierra Nevada
  - Colorado-Streifenhörnchen (Tamias quadrivittatus), zentrale westliche USA
  - Rotschwanz-Streifenhörnchen (Tamias ruficaudus), British Columbia, Washington, Montana
  - Hopi-Streifenhörnchen (Tamias rufus), Utah, Colorado, Arizona
  - Allen-Streifenhörnchen (Tamias senex), Oregon, nördl. Kalifornien
  - Siskiyou-Streifenhörnchen (Tamias siskiyou), südwestliches Oregon
  - Sonoma-Streifenhörnchen (Tamias sonomae), nordwestliches Kalifornien
  - Lodgepole-Streifenhörnchen (Tamias speciosus), Sierra Nevada
  - Townsend-Streifenhörnchen (Tamias townsendii), Washington, Oregon
  - Uinta-Streifenhörnchen (Tamias umbrinus), zentrale westliche USA

Wegen der andersartigen Bezahnung (es besitzt als einzige Art nicht vier, sondern zwei Vorderbackenzähne im Oberkiefer) wird das Streifen-Backenhörnchen manchmal von den anderen Arten in einer eigenen Gattung abgetrennt; dies wird dann die Gattung Tamias, während die anderen Arten einer Gattung Eutamias zugeordnet werden. Bei der Abgrenzung der zahlreichen westamerikanischen Arten gibt es immer wieder Meinungsverschiedenheiten. So werden Siskiyou-, Allen-, Sonoma- und Gelbwangen-Chipmunk gelegentlich als Unterarten des Townsend-Chipmunk eingestuft, und der Durango-Chipmunk als Unterart des Graufuß-Chipmunk.
Aus dem Oligozän und Miozän ist die Gattung Nototamias bekannt, die als Vorläufer der Streifenhörnchen gilt. Die Gattung Tamias ist bereits seit dem Anfang des Miozäns belegt.

## Menschen und Streifenhörnchen

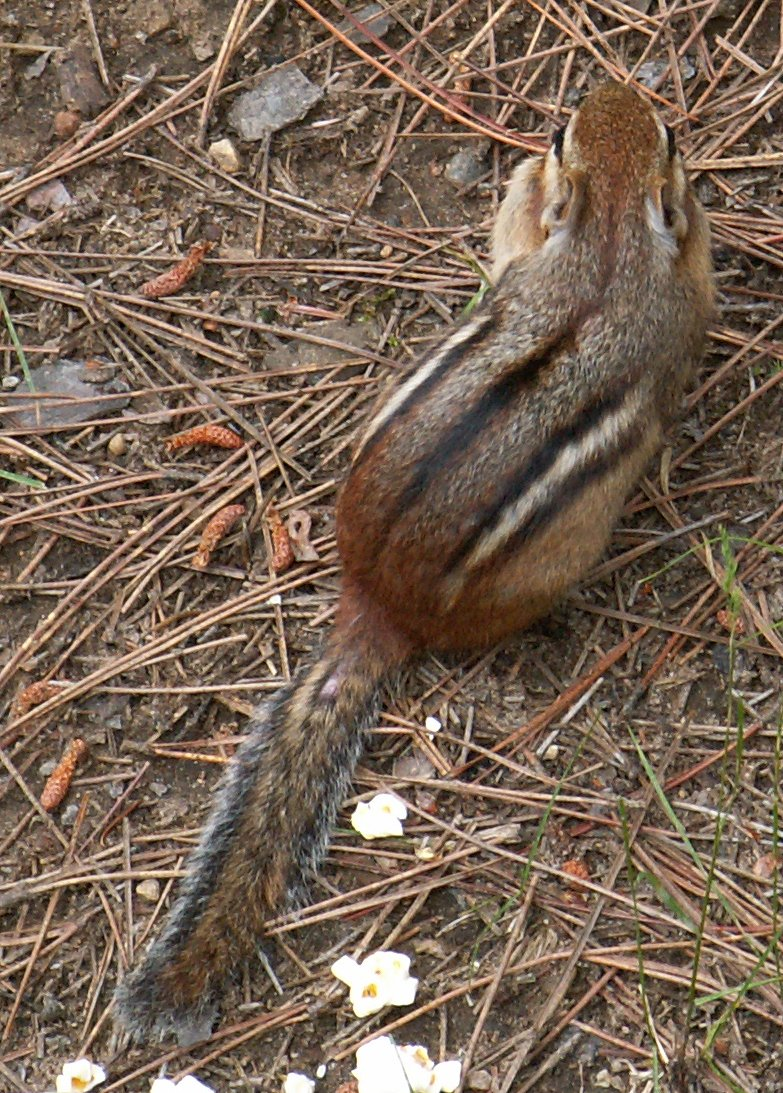
Streifen-Backenhörnchen (Tamias striatus) in Ontario

Im Allgemeinen sind Streifenhörnchen häufige Tiere. Nur eine Art wird von der IUCN (Internationale Union für Naturschutz und natürliche Ressourcen) als gefährdet geführt: der Palmer-Chipmunk, der nur in einer einzigen Bergkette Nevadas vorkommt. Im Status „stark bedroht“ stehen zwei Unterarten ansonsten nicht gefährdeter Arten: Tamias minimus atristriatus aus New Mexico, und Tamias umbrinus nevadensis aus Nevada; letztere ist seit den 1960ern nicht mehr lebend gesehen worden.
Vor allem der Burunduk wird gelegentlich in Pelztierfarmen gehalten. Daneben gibt es die Haltung in Zoos.
In Nordamerika sind viele Streifenhörnchen futterzahm und fressen Nüsse oder andere Nahrungsmittel aus der Hand.
Ob eine artgerechte Haltung in einem Käfig in der Wohnung überhaupt möglich ist, wird kontrovers beurteilt. Hauptschwierigkeit ist der große Bewegungsdrang der Tiere. Sie benötigen sehr viel Auslauf.
Tatsächlich gelangen sowohl nordamerikanische als auch eurasische Arten als Heimtiere in nicht unerheblichem Umfang in den Zoohandel. Die Tiere zeigen ein für Menschen interessantes und oftmals als „putzig“ empfundenes Verhalten. Eine Zähmung ist möglich, aber zeitaufwendig und oftmals nur von begrenztem Erfolg. Die Tiere sind daher nicht für Kinder geeignet.

## Sonstiges

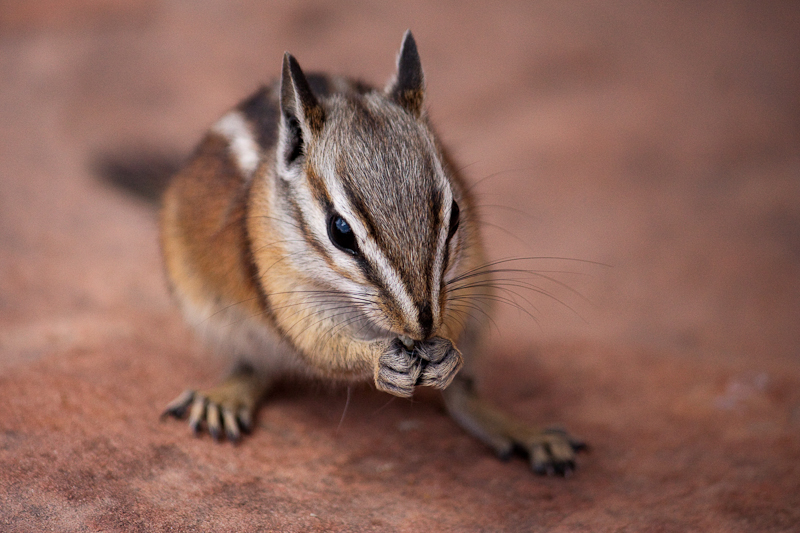
Streifenhörnchen im Zion-Nationalpark

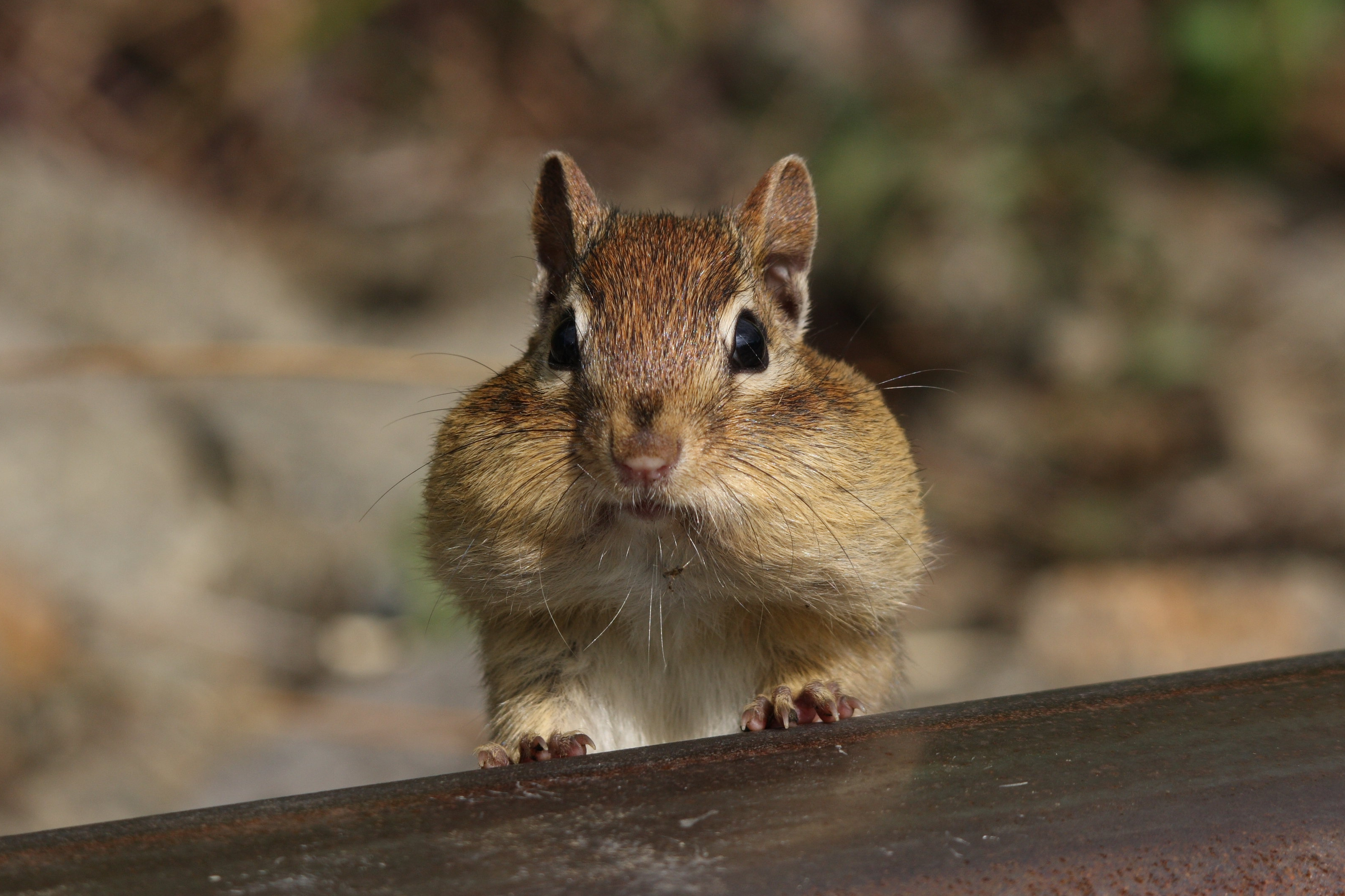
Streifenhörnchen mit gefüllten Backen am Cap Tourmente, Quebec, Kanada

In Züchterhandbüchern und Reiseführern werden teilweise alle Hörnchen, die irgendwo auf ihrem Fell Streifen haben, als „Streifenhörnchen“ bezeichnet. Dies gilt zum Beispiel für Ziesel und Atlashörnchen. Den echten Streifenhörnchen tatsächlich sehr ähnlich sind die Gestreiften Palmenhörnchen und die Baumstreifenhörnchen der Tropen. Die Rotschenkelhörnchen werden manchmal als „Afrikanische Streifenhörnchen“ bezeichnet, und des Weiteren gibt es noch eine Gattung der Schwarzstreifenhörnchen.
Der aus dem Amerikanischen stammende Name Chipmunk kommt von dem lauten chip-Geräusch, das sie zusätzlich zu einem Trillern machen.
In einigen seltenen Fällen können Streifenhörnchen Träger von Krankheiten wie Tollwut sein, die bei Bissen übertragen werden können.
Berühmt geworden ist die Zeichentrick-Adaption der Streifenhörnchen, das Paar Ahörnchen und Behörnchen bzw. Chip und Chap (englisch Chip 'n Dale) aus manchen Walt-Disney-Filmen, sowie die Chipmunks der Musikgruppe und Serie Alvin und die Chipmunks.
Sally Alicia Acorn (oder Sally Acorn) ist ein Charakter, welcher in den Sonic-the-Hedgehog-Comics und der Serie Sonic the Hedgehog erscheint. Ihr Aussehen ist einem Streifenhörnchen nachempfunden.

## Belege
1. ↑  Johann Karl Wilhelm Illiger: Prodromus systematis mammalium et avium. 1811 (Digitalisat, Beschreibung auf S. 83).
2. ↑  Bruce D. Patterson, Ryan W. Norris: Towards a uniform nomenclature for ground squirrels: the status of the Holarctic chipmunks. Mammalia 80 (3), Mai 2016; S. 241–251, doi:10.1515/mammalia-2015-0004